# Christian Laflamme
Christian Lucien Laflamme (* 24. November 1976 in Saint-Charles-de-Bellechasse, Québec) ist ein ehemaliger kanadischer Eishockeyspieler, der im Verlauf seiner aktiven Karriere zwischen 1992 und 2010 unter anderem 333 Spiele für die Chicago Blackhawks, Edmonton Oilers, Canadiens de Montréal und St. Louis Blues in der National Hockey League (NHL) auf der Position des Verteidigers bestritten hat. Darüber hinaus absolvierte Laflamme 216 Spiele für die Kassel Huskies und Nürnberg Ice Tigers in der Deutschen Eishockey Liga (DEL).

## Karriere
Laflamme begann seine Juniorkarriere in der kanadischen Juniorenliga Ligue de hockey junior majeur du Québec (LHJMQ) beim Collège Français de Verdun sowie den Harfangs de Beauport, bevor er während des NHL Entry Draft 1995 an insgesamt 45. Position in der zweiten Runde von den Chicago Blackhawks aus der National Hockey League (NHL) ausgewählt wurde.
In der Saison 1996/97 spielte der Verteidiger die meiste Zeit für das Farmteam der Blackhawks, die Indianapolis Ice, in der International Hockey League (IHL), allerdings absolvierte er auch seine ersten vier NHL-Einsätze für Chicago. Während der Saison 1997/98 gehörte er mit 72 Spielen zum festen Stammkader der Blackhawks, zur Hälfte der Folgesaison wechselte Laflamme gemeinsam mit Daniel Cleary, Ethan Moreau und Chad Kilger und im Tausch für Boris Mironow, Dean McAmmond und Jonas Elofsson zum Ligakonkurrenten Edmonton Oilers. Weitere NHL-Stationen waren die Canadiens de Montréal, zu denen er im März 2000 gemeinsam mit Matthieu Descôteaux im Tausch für Igor Ulanow und Alain Nasreddine wechselte, sowie die St. Louis Blues, denen er sich im Sommer 2001 als Free Agent anschloss und für drei Spielzeiten treu blieb.
Im Sommer 2004 wechselte Laflamme in die Deutsche Eishockey Liga (DEL) zu den Kassel Huskies, nach einer Spielzeit in Kassel folgte sein Engagement bei den Nürnberg Ice Tigers. In der Spielzeit 2006/07 erreichte er mit den Nürnbergern das Meisterschaftsfinale, welches gegen die Adler Mannheim verloren ging. Nach der Saison 2008/09 verließ der Kanadier Nürnberg in Richtung seiner Heimat Kanada, wo er nach zwei weiteren Spielzeiten bei den Lois Jeans de Pont-Rouge aus der Ligue Nord-Américaine de Hockey (LNAH) seine Karriere im Alter von 33 Jahren beendete.

## Erfolge und Auszeichnungen
- 1993 LHJMQ All-Rookie Team
- 1995 LHJMQ Second All-Star Team
- 1996 Defensiver LHJMQ-Spieler des Jahres
- 2007 Deutscher Vizemeister mit den Nürnberg Ice Tigers

## Karrierestatistik
(Legende zur Spielerstatistik: Sp oder GP = absolvierte Spiele; T oder G = erzielte Tore; V oder A = erzielte Assists; Pkt oder Pts = erzielte Scorerpunkte; SM oder PIM = erhaltene Strafminuten; +/− = Plus/Minus-Bilanz; PP = erzielte Überzahltore; SH = erzielte Unterzahltore; GW = erzielte Siegtore; 1 Play-downs/Relegation; Kursiv: Statistik nicht vollständig)